# Freizeitpark Traumland auf der Bärenhöhle
Koordinaten: 48° 22′ 17″ N, 9° 12′ 56″ O

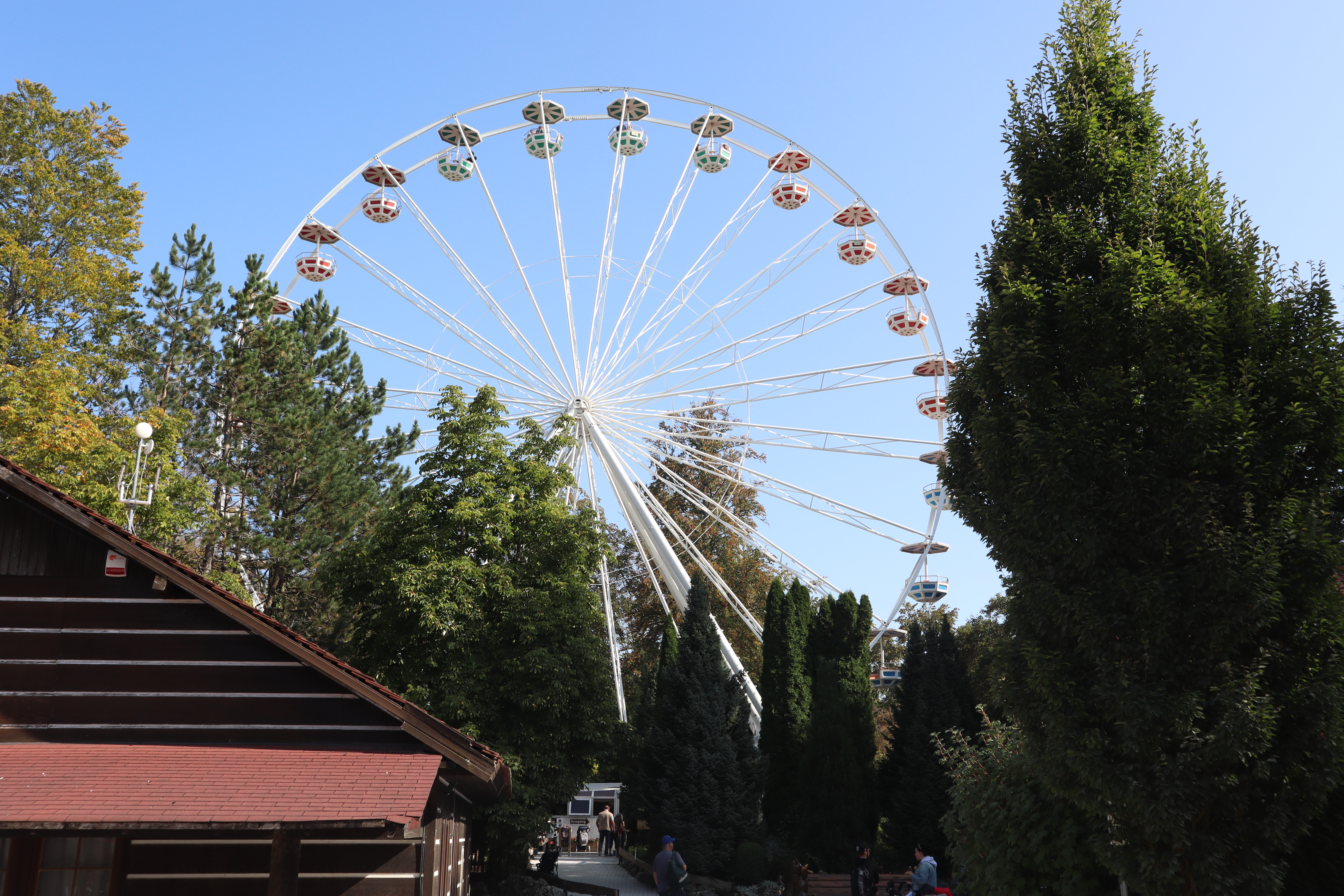
Das Riesenrad im Traumland Freizeitpark auf der Bärenhöhle. Es wurde von der Firma B.V.Staalbouw Nauta 1992 als Ersatz für ein kleineres Riesenrad gebaut und hat einen Durchmesser von 38 Metern. Die Gesamthöhe der Konstruktion beträgt 40 Meter.

Das Traumland auf der Bärenhöhle ist ein 1974 eröffneter Freizeitpark in Sonnenbühl auf der Schwäbischen Alb. Der Park liegt direkt neben der Bärenhöhle, einer der bekanntesten Schauhöhlen Deutschlands.

## Attraktionen

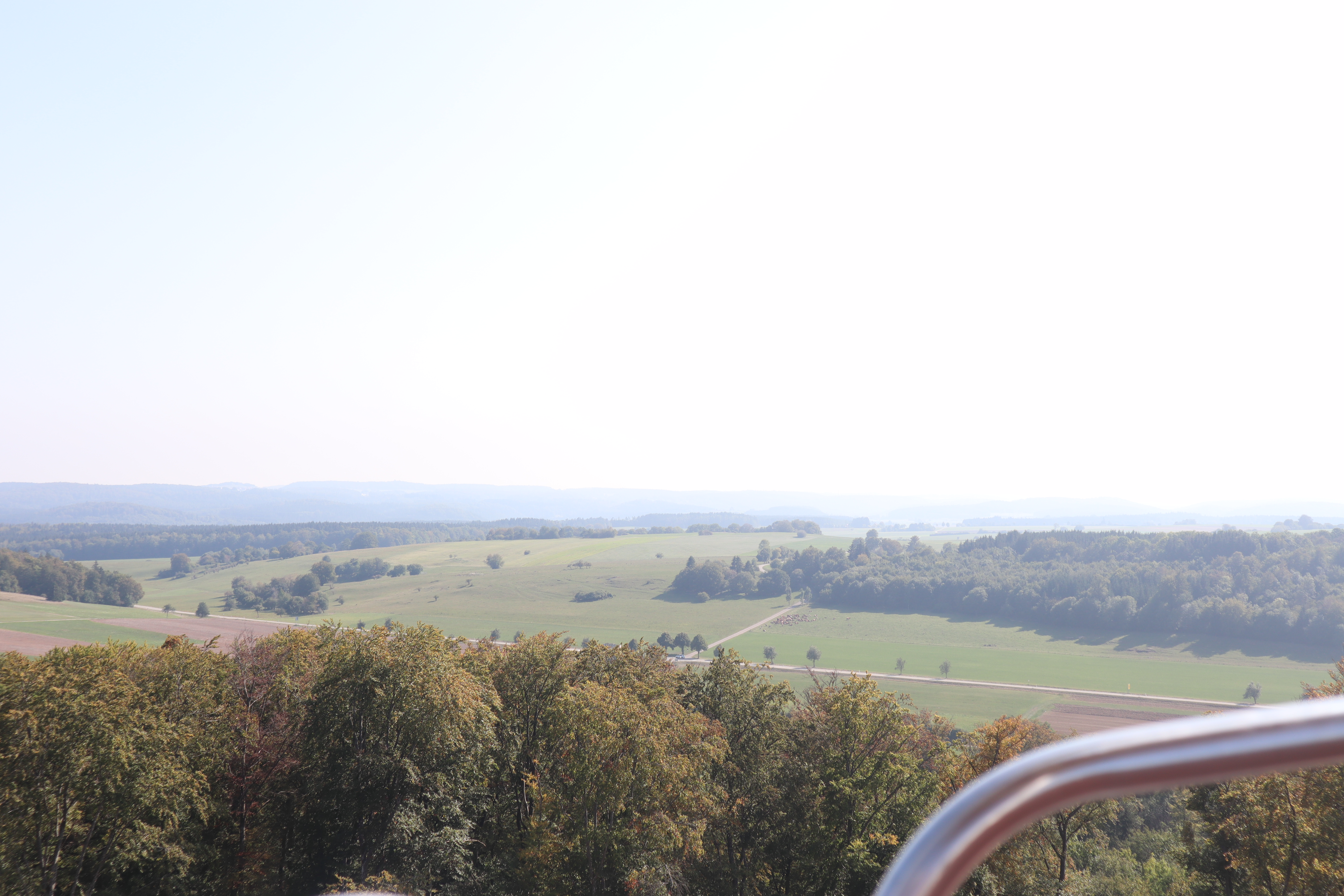
Aussicht vom Riesenrad in Richtung Süden

Der Freizeitpark ist vor allem für Familien mit Kindern im Kindergarten- und Grundschulalter ausgelegt.
Direkt am Anfang befindet sich der Märchenwald, in dem die bekanntesten Märchen (Der Wolf und die sieben jungen Geißlein, Hänsel und Gretel, Dornröschen usw.) ausgestellt und erzählt werden. Der Park wird in der Region daher oft auch als Märchenpark bezeichnet. Es gibt zahlreiche Fahrattraktionen, wie eine kleine Wildwasserbahn, Achterbahn, zwei Karussells und einen Freefalltower. Außerdem steht auf 816 M. ü. M. ein 40 Meter hohes Riesenrad, aus dem man bei guter Sicht bis zum Schwarzwald und zu den Alpen blicken kann.
Zum 50-jährigen Jubiläum des Parks ersetzte der „Wichtelexpress“ die in die Jahre gekommene Achterbahn „Marienkäferbahn“, die bereits ab 3 Jahren und 90 cm gefahren werden darf.

## Fahrgeschäfte
| Name                  | Typ                  | Hersteller               | Eröffnungsjahr      | Besonderheiten                                                                                              | Alters / Größenbeschränkung                                                                                                 |
| --------------------- | -------------------- | ------------------------ | ------------------- | --- | --- |
| Wichtelexpress        | Family Coaster       | ART Engineering          | 2024                | Ersetzte die „Marienkäferbahn“                                                                              | Ab 3 Jahren und 90 cm: in Begleitung Ab 6 Jahren und 120: alleine                                                           |
| Riesenrad             | Riesenrad            | Nauta Bussink            | 1992                | Ersetzte das vorherige, kleinere Riesenrad. Generalüberholung im Jahr 2023 für 440.000 Euro durch Lamberink | keine, ab 8 Jahren freie Fahrt                                                                                              |
| Biberhopser           | Familienfreifallturm | Zierer                   | 2022                | | Ab 100 cm: in Begleitung Ab 120 cm: alleine                                                                                 |
| Verrücktes Waldhaus   | Mad House            | Dietz                    | 1985 zuvor reisend. | Bis 2013 als Fahrgeschäft „Verhextes Schloss“                                                               | Keine, ab 8 Jahren freie Fahrt                                                                                              |
| Kinder-Wildwasserbahn | Mini Log Flume       | ABC Rides                | 2014                | | ab 3 Jahren: in Begleitung ab 5 Jahren: freie Fahrt                                                                         |
| Häschen Hüpf          | Bounce Rabbit        | SBF VISA Group           | 2018                | | ab 2 Jahren: In Begleitung ab 5 Jahren: Freie Fahrt                                                                         |
| Komet                 | Komet-Schaukel       | Inno-Heege               | Keine Infos         | Selbstbedienfahrgeschäft                                                                                    | Keine |
| Traumland Feuerwehr   | Rundfahrt            | Metall-Technik-Kirschner | 2022                | Ersetzte „Oldtimerfahrt durch 1001 Nacht“                                                                   | Keine, ab 6 Jahren freie Fahrt                                                                                              |
| Traumland Kran        | Tower                | Inno-Heege               | 2021                | Selbstbedienfahrgeschäft                                                                                    | ab 4 Jahren: In Begleitung ab 7 Jahren: Freie Fahrt                                                                         |
| Igelkarussell         | Flower Carousel      | ART Engineering          | 2022                | | Keine, ab 6 Jahren freie Fahrt, bzw. ab 3 Jahren, wenn die Kinder angeschnallt werden.                                      |
| Steinschleuder        | Kontiki              | Zierer                   | 2008                | | Ab 3 Jahren und 95 cm: In speziellen Kindersitzen Ab 4 Jahren und 100 cm: In Begleitung Ab 6 Jahren und 120 cm: Freie Fahrt |
| Riesenrutsche         | Rutsche              | Unbekannt                | 1999, 2015 erneuert | | Keine |
| Eisenbahn             | Eisenbahn            | Unbekannt                | Unbekannt           | seit 2024 neu gestaltet auf der ehemaligen Go-Kart-Bahn                                                     | Keine, ab 3 Jahren alleine                                                                                                  |
| Kleine Autobahn       | Rundfahrt            | Unbekannt                | Unbekannt           | | Nur bis 6 Jahre |
| Raupenbahn            | Rundfahrt            | Unbekannt                | Unbekannt           | Bis 2021 Standort neben der Marienkäferbahn, seit 2022 am Ausgang                                           | Nur bis 6 Jahre |
| Eichhörnchenschaukel  | Jungle Loop          | Inno-Heege               | 2018                | Selbstbedienfahrgeschäft                                                                                    | Ab 4 Jahren und 90 cm: In Begleitung Ab 8 Jahren und 130 cm: Freie Fahrt                                                    |
| Wilde Gockel          | Rundfahrt            | Metallbau Emmeln         | 2019                | | Ab 2 Jahren in Begleitung, ab 5 Jahren freie Fahrt.                                                                         |

### Ehemalige Fahrgeschäfte
| Name                           | Typ                        | Hersteller                                | Betriebszeit | Verbleib |
| ------------------------------ | -------------------------- | ----------------------------------------- | ------------ | --- |
| Ballonflug                     | Samba Ballon / Flyingtwist | Technical Park                            | 2000–2020    | Nach England verkauft |
| Marienkäferbahn                | Familienachterbahn         | Zierer Rides                              | 1996–2023    | Wurde von 1991 bis 1995 in Planet FunFun, Finnland, betrieben und kam nach einem kurzen Aufenthalt 1995 im Wasalandia, Finnland, ins Traumland. 2023 wurde sie abgebaut und an den Hersteller verkauft, der sie restauriert und an einen neuen Eigentümer verkaufen soll. |
| Oldtimerfahrt durch 1001 Nacht | Oldtimerfahrt              | Ihle                                      | 1990–2021    | Farma iluzji Polen |
| Kettenflieger                  | Kettenflieger              | Eigenbau durch den Gründer des Traumlands | 1974–2020    | Eingelagert, kam nicht mehr durch den TÜV |
| Bienenturm                     | Mini Freefall              | SBF VISA Group                            | 2002–2021    | Landerlebnis Jansen |
| Pedal-Go-Kart                  | Go-Kart-Bahn               | unbekannt                                 | 2018–2023    | musste der Eisenbahn weichen |